# Fayu (langue)
Le fayu, ou sehudate, est une langue papoue de la famille lakes plain parlée dans la province indonésienne de Papouasie. Ses locuteurs sont au nombre d'environ 1 400.